# Кукай (болото)
Кукай — ныне болото, в прошлом — озеро, в Троицком районе Челябинской области России. 

## География
Находится на территории Троицкого ботанического заказника, примерно в 30 км к юго-западу от Троицка, рядом с посёлком Ягодный.
Кукай занимает несколько удлинённую котловину. Побережье с запада, севера и, в особенности, с востока образовано значительными возвышениями рельефа и имеет форму плавных кривых. В юго-юго-восточной части котловина переходит в систему ложбин восточного направления, береговая линия в этой части сильно изрезана.
Площадь 0,77 км², площадь водосбора 3,7 км².

## История
В 1921 году котловина Кукая была безводной, по её дну проходила дорога, торфяные залежи в западной части были уничтожены пожаром. За 1922—1923 годы котловина заполнилась водой и стала полноводным озером. В конце 1920-х — начале 1930-х годов в непосредственной близости к юго-востоку от Кукая находилось значительно меньшее, площадью около 3 гектар и глубиной не более 1 метра, озеро Пастушье, названное по становищу пастухов на его берегу, существовавшему до объявления территории заповедной. Пастушье озеро весной, как правило, соединялось с Кукаем в единый водоём, к началу лета обосабливалось, а в засушливые периоды часто полностью пересыхало. В 1929 году оно находилось на поздней стадии зарастания и заболачивания. Озеро Кукай также быстро зарастало, и к 1933 году на нём остались только два узких плёса в северо-восточной части, остальная площадь была практически полностью занята сплавинами и плавучими островами, сплошь покрытыми тростником и местами ивовым кустарником. Торфяные залежи у западного побережья восстановились, к 1936 году их толщина достигала 1,6 м, торфяной «остров» начал зарастать березняком. Постепенное превращение озера в болото продолжалось до 1941 года.
В 1941—1951 годах обводнение котловины усилилось, что привело к «обновлению» озера: площадь открытой воды увеличилась, сфагновый покров исчез, лесная поросль выпала. Со слов директора учебно-опытного лесхоза «Троицкое» Бориса Васильевича Бенешева, до 1970-х годов Кукай был полноводным озером с большими плёсами, «по которым можно было плавать на лодках».
В период 1961—1971 годов средняя глубина озера составляла 2,3 м, максимальная — 3 м; объём воды оценивался в 1,8 млн м³, её минерализация гидрокарбонатно-хлоридно-кальциевого типа составляла 229 мг/л.
По состоянию на 2018 год, Кукай представляет собой болото, полностью заросшее тростником. Берега покрыты тальником, с 1990-х годов на побережье появился осиново-берёзовый лес.

## Флора
В прибрежной части — тростник, камыш, осока. Водосбор покрыт березовой лесостепью: берёзово-осиновые колки, обширные участки целинных разнотравно-ковыльных и луговых солоноватых степей. На чернозёмах обыкновенно формируются разнотравно-ковыльные степи, на солонцах — разнотравно-типчаковые. К западинам приурочены осоковые болота и берёзовые колки, на более возвышенных участках встречаются парковые леса.

## Фауна
В. А. Гашек и В. Д. Захаров отмечают изменения состава орнитофауны Троицкого заказника в 1986—1987 и 2015—2017 годах в сравнении с данными наблюдений других авторов в 1937—1938 и 1970—1975 годах. Некоторые из этих изменений они считают обусловленными зарастанием и заболачиванием озера Кукай, облесением его берегов, а также сокращением хозяйственной деятельности в его окрестностях. Из ранее обитавших на озере видов чайковых гнездиться продолжают, вероятно, только халей и белокрылая крачка. Значительно обеднел состав ржанкообразных, но в то же время появились новые для этой местности лесные виды: черныш и вальдшнеп. Также уменьшилось разнообразие гусеобразных, но отмечены новые виды: лебедь-кликун и пеганка.

## Топоним
Лимноним восходит к башкирскому слову «кукай», что означает «яйцо». Такую овальную форму имеет сам водоём.